# Eparchia smoleńska
Eparchia smoleńska – jedna z eparchii Rosyjskiego Kościoła Prawosławnego. Funkcję jej katedry pełni sobór Zaśnięcia Matki Bożej w Smoleńsku.

## Historia
Pierwsza samodzielna eparchia prawosławna miała swoją siedzibę w Smoleńsku od 1136 lub od 1137, zaś pierwszym biskupem był duchowny grecki o imieniu Manuel. Eparchia odegrała znaczącą rolę w rozprzestrzenianiu się chrześcijaństwa na ziemiach ruskich. Była w znacznym stopniu wspierana finansowo przez książąt smoleńskich.
Prawosławne biskupstwo w Smoleńsku stanowi część Rosyjskiego Kościoła Prawosławnego od 1654, gdy po zdobyciu miasta przez wojska rosyjskie decyzją cara Aleksego I i patriarchy Nikona na nowo powołana została w nim eparchia.
Od 1728 w Smoleńsku istniało seminarium duchowne. Eparchia i podległe jej cerkwie poniosły znaczne straty w czasie najazdu francuskiego na Rosję w 1812. W końcu XIX w. liczba wiernych prawosławnych w stosunku do ogółu ludności eparchii była szacowana na 96,6%. Funkcjonowało 627 parafii dysponujących 763 świątyniami, ponadto istniało 291 kaplic i 16 monasterów (pięć żeńskich i jedenaście męskich).
Od 1922 władze radzieckie zaczęły zamykać cerkwie w regionie smoleńskim, w 1933 odbierając Kościołowi sobór Zaśnięcia Matki Bożej w Smoleńsku, w którym powstało muzeum. W czasie akcji konfiskaty kosztowności cerkiewnych część duchownych i wiernych Smoleńska przeciwstawiła się dekretom władz; w dniach 1–24 sierpnia 1922 miał miejsce pokazowy proces 45 z nich, z czego pięć osób zostało skazanych na śmierć.
Wskutek prześladowań religijnych w ZSRR w 1985 na terytorium eparchii czynnych było 35 cerkwi, w większości zrujnowanych, obsługiwanych przez 40 kapłanów. Znaczące odrodzenie życia religijnego miało miejsce w okresie sprawowania urzędu przez arcybiskupa, a następnie metropolitę Cyryla (Gundiajewa) (1984–2009). Od 1985 do 2009 częścią eparchii był obwód królewiecki, wyodrębniony następnie jako samodzielna eparchia. W 2015 z eparchii smoleńskiej wydzielono eparchię wiaziemską; obie eparchie weszły w skład metropolii smoleńskiej.
W 2017 z eparchii smoleńskiej wydzielono kolejną administraturę – eparchię rosławską.

## Biskupi
- Manuel 1137–1167
- Konstantyn wzmiankowany w 1180
- Symeon 1190–1197
- Ignacy wzmiankowany w 1206
- Łazarz 1219–1220
- Merkuriusz
- Atanazy XIII wiek
- Jan XIII wiek
- Porfiriusz I połowa XIII wieku
- Dionizy do 1238
- Tomasz 1238–1256
- Pachomiusz XIII wiek
- Ignacy II połowa XIII wieku
- Jonasz XIV wiek
- Daniel XIV wiek
- Jan II wzmiankowany w 1335
- Eutymiusz I od 1345
- Teofilakt (Teoktyst) od 1356
- Parteniusz 1364–1370
- Daniel II 1375–1382
- Michał I od 1383–1396
- Kasjan 1396–?
- Ignacy II wzmiankowany w 1405
- Hilarion od 1405–1408
- Nikon 1408–1411
- Sebastian 1417–1433
- Gerazym 1433–1435
- Michał II wzmiankowany w 1435
- Nataniel wzmiankowany od 1440 do 1445
- Symeon II 1445–1454
- Eutymiusz II XV wiek
- Misael 1454–1474
- Joachim 1475 lub 1490
- Józef (Sołtan) 1494–1509
- Warsonofiusz (Chodykin) 1509–1514
- Józef III 1515–1532
- Sawa (Slepuszkin) 1536–1538
- Guriasz (Zabołocki) 1539–1555
- Symeon III 1555–1567
- Teofil 1568
- Sylwester 1572–1589
- Teodozjusz 1592–1604
- Sergiusz 1608–1611
- Izajasz (Kopiński) 1628–1631
- Abrahamiusz 1632–1653
- Laurenty, locum tenens 1655
- Kalikst (Dorofiejewicz-Rytorajski), locum tenens 1657–1658
- Filaret 1658–1671
- Warsonofiusz (Czertkow-Jeropkin) 1671– pocz. 1676
- Symeon (Molukow) 1676–1686
- Sylwester (Czernicki) 1699–1704
- Sylwester (Krajski) 1707–1712
- Doroteusz (Korotkiewicz) 1712–1718
- Sylwester (Chołmski) 1719–1720
- Warłaam (Kossowski) 1720–1721
- Filoteusz 1722–1727
- Gedeon (Wiszniewski) 1728–1761
- Parteniusz (Sopkowski) 1761–1795
- Dymitr (Ustimowicz) 1795–1805
- Serafin (Głagolewski) 1805–1812
- Ireneusz (Falkowski) 1812–1813
- Joazaf (Srietienski) 1813–1821
- Józef (Wieliczkowski) 1821–1834
- Tymoteusz (Kietlerow) 1834–1859
- Antoni (Amfitieatrow) 1859–1866
- Jan (Sokołow) 1866–1869
- Serafin (Protopopow) 1869–1874
- Józef (Drozdow) 1874–1881
- Nestor (Mietanijew) 1881–1889
- Guriasz (Ochotin) 1890–1896
- Nikanor (Kamienski) 1896–1899
- Mitrofan (Niewski) 1899
- Piotr (Dugow) 1899–1908
- Teodozjusz (Fieodosijew) 1908–1919
- Euzebiusz (Nikolski), locum tenens 1919–1920
- Filip (Stawicki) 1920–1924
- Walerian (Rudicz) 1924–1927
- Serafin (Ostroumow) 1927–1936
- Modest (Nikitin) 1936–1937

Eparchia de facto przestała funkcjonować z powodu czystek stalinowskich.
- Stefan (Siewbo) 1942–1943
- Sergiusz (Smirnow) 1944–1955
- Michał (Czub) 1955–1957
- Innocenty (Sokal) 1959–1964
- Pitirim (Nieczajew) 1964–1965
- Antoni (Wakaryk) 1965–1967
- Gedeon (Dokukin) 1967–1972
- Teodozjusz (Prociuk) 1972–1984
- Cyryl (Gundiajew) 1984–2009
- Teofilakt (Kurjanow) 2009–2011
- Pantelejmon (Szatow) 2011–2013
- Izydor (Tupikin) od 2013

## Stan w 2010
Według danych z 2010 eparchia dzieliła się na osiem dekanatów: smoleński, wiaziemski, diemidowski, rosławski, safonowski, jelniński, gagarinowski i jarcewski. W ich ramach działało 141 parafii z 147 cerkwiami, obsługiwanymi przez 140 kapłanów. Ponadto funkcjonowało osiem monasterów:
- Monaster Trójcy Świętej w Bołdinie, męski
- Monaster Przemienienia Pańskiego i św. Abrahama w Smoleńsku, męski
- Monaster Przemienienia Pańskiego w Rosławiu, męski
- Monaster Wniebowstąpienia Pańskiego w Smoleńsku, żeński
- Monaster Trójcy Świętej w Smoleńsku, żeński
- Monaster św. Jana Chrzciciela we Wiaźmie, żeński
- Monaster św. Dymitra w Dorogobużu, żeński
- Monaster Przemienienia Pańskiego i Ikony Matki Bożej „Hodigitria” we Wsiewołodkinie, żeński